# Україна на Дитячому пісенному конкурсі Євробачення 2016
Дитячий пісенний конкурс Євробачення 2016 року відбувся 20 листопада в Валлетта, Мальта. Відбір виграла Софія Роль.
Фінал національного відбору відбувся 10 вересня 2016 року в Sky Family Park. Ведучими національного відбору були Тимур Мірошниченко і Дар'я Коломієць.

## Учасник відбору
| Номер | Учасник                         | Вік, років | Місто | Пісня                    |
| ----- | ------------------------------- | ---------- | ----- | ------------------------ |
| 1     | гурт «VoiceLand»                |            |       | Відчини своє серце       |
| 2     | Діана Сапожко                   |            |       | Твій світ                |
| 3     | Денис Родін                     |            |       | Україна- мама моя        |
| 4     | Юлія Радчук                     |            |       | Моя зоря                 |
| 5     | Денис Довірак та Наталія Садова |            |       | Я чекаю досі твого листа |
| 6     | Аліса Панчук                    |            |       | Пий свої мрії            |
| 7     | Поліна Дашкова                  |            |       | До бога                  |
| 8     | Анастасія Багінська             |            |       | Мій світ                 |
| 9     | Софія Лозіна                    |            |       | Угорський танок          |
| 10    | Софія Роль                      | 14         | Київ  | Planet Craves for Love   |
| 11    | Андрій Бойко                    | 14         | Київ  | Open your heart          |
| 12    | Софія Шкідченко                 |            |       | Дольче Віта              |